# Markku Kanerva
Markku Tapio Kanerva (Helsinki, 24 de mayo de 1964) es un exfutbolista y entrenador finlandés. Como futbolista jugaba en la posición de defensa. Actualmente está sin club.
Como seleccionador finlandés logró clasificar a la selección báltica a la Eurocopa 2020, siendo la primera participación en la historia de Finlandia.

## Carrera como jugador
Kanerva, a quien se conoce con el sobrenombre de "Rive", nació en Helsinki. En Finlandia, jugó como defensa central y lateral en los clubes de su ciudad natal HJK (1983–1990 y 1994–1998) y la temporada 1994 en los entonces rivales locales FinnPa Helsinki. Las temporadas 1991 y 1992, jugó en el equipo sueco IF Elfsborg. A nivel internacional, Kanerva ganó 59 partidos internacionales y marcó un gol para la Selección nacional finlandesa. Sus últimos años como jugador se vieron ensombrecidos por las lesiones, pero seguía siendo una parte importante de la defensa del HJK. Su carrera como jugador terminó en 1998, que incluyó la histórica participación en la Champions League. En la liga superior finlandesa, jugó un total de 291 partidos y marcó 29 goles.

## Carrera como entrenador
Kanerva ya trabajó como maestro de escuela durante su carrera como jugador, pero desde entonces se ha concentrado en el entrenamiento de fútbol. En 2001 y 2002, fue entrenador asistente de Jyrki Heliskoski y Keith Armstrong en su antiguo club HJK, y en 2003 fue entrenador del club FC Vikingit. Como entrenador en jefe del equipo sub-21, llevó al equipo a la fase final del Campeonato de Europa de 2009. En el mismo año, fue galardonado como Entrenador del Año en Finlandia.
El 29 de noviembre de 2010, se anunció que Kanerva entrenaría a la selección finlandesa para el período de primavera de 2011, mientras que la FA finlandesa buscará un nuevo entrenador. Mika Laurikainen tomó su lugar como entrenador de la Sub-21. Kanerva tuvo otra etapa como entrenador interino de Finlandia en 2015. En diciembre de 2016 fue nombrado entrenador permanente de la selección finlandesa con un contrato de tres años. En noviembre de 2019, logró que Filandia se clasificara para la Eurocopa 2020.El 22 de noviembre de 2024, fue relevado de sus funciones después de una mala actuación en la Liga de Naciones de la UEFA.

## Clubes

### Como jugador
| Club            | País      | Año       |
| --------------- | --------- | --------- |
| HJK             | Finlandia | 1983-1990 |
| IF Elfsborg     | Suecia    | 1991-1992 |
| FinnPa Helsinki | Finlandia | 1993      |
| HJK             | Finlandia | 1994-1995 |
| FC Honka        | Finlandia | 1996      |
| HJK             | Finlandia | 1996-1998 |

### Como entrenador
| Club                               | País      | Año       |
| ---------------------------------- | --------- | --------- |
| HJK (asistente)                    | Finlandia | 2001-2002 |
| FC Viikingit                       | Finlandia | 2003      |
| Selección sub-21 de Finlandia      | Finlandia | 2004-2010 |
| Selección de Finlandia (asistente) | Finlandia | 2011-2016 |
| Selección de Finlandia             | Finlandia | 2016-2024 |

## Palmarés

### Como jugador

#### Campeonatos nacionales
| Título                       | Club | País      | Año  |
| ---------------------------- | ---- | --------- | ---- |
| Copa de Finlandia            | HJK  | Finlandia | 1984 |
| Veikkausliiga                | HJK  | Finlandia | 1985 |
| Veikkausliiga                | HJK  | Finlandia | 1987 |
| Veikkausliiga                | HJK  | Finlandia | 1988 |
| Veikkausliiga                | HJK  | Finlandia | 1990 |
| Copa de la Liga de Finlandia | HJK  | Finlandia | 1994 |
| Copa de Finlandia            | HJK  | Finlandia | 1996 |
| Copa de la Liga de Finlandia | HJK  | Finlandia | 1996 |
| Veikkausliiga                | HJK  | Finlandia | 1997 |
| Copa de la Liga de Finlandia | HJK  | Finlandia | 1997 |
| Copa de Finlandia            | HJK  | Finlandia | 1998 |
| Copa de la Liga de Finlandia | HJK  | Finlandia | 1998 |